# Горшков, Александр Георгиевич
Алекса́ндр Гео́ргиевич Горшко́в (8 октября 1946, Москва — 17 ноября 2022, Москва) — советский фигурист, олимпийский чемпион, шестикратный чемпион мира и Европы. Заслуженный мастер спорта СССР (1970). С июня 2010 года по ноябрь 2022 года — президент Федерации фигурного катания России.
Выступал за «Динамо» Москва.

## Биография
Родился 8 октября 1946 года в Москве. Отец — Горшков Георгий Иванович (1910—1968). Мать — Горшкова Мария Сергеевна (1912—1995).
Всемирно известная пара Людмила Пахомова и Александр Горшков — первые в истории Олимпийские чемпионы в спортивных танцах на льду. Они выиграли олимпийские золотые медали в 1976 году на Играх в австрийском городе Инсбруке.

### Спортивная карьера
Когда в 1966 году Людмила и Александр впервые вместе попробовали свои силы на льду, мало кто верил в то, что когда-нибудь именно эта пара сможет стать лучшей из лучших. Пахомова была уже, правда, чемпионкой Советского Союза (с Виктором Рыжкиным), зато Горшкова, воспитанника армейского клуба, не знал никто: он был скромным перворазрядником без, казалось бы, всяких перспектив.
Однако молодая пара верила в свои силы. Как верил в них и молодой тренер Елена Чайковская, с которой вместе они и начали создавать совершенно новый стиль спортивных танцев на льду. Именно нестандартный, абсолютно оригинальный подход к ледовой танцевальной теме, основанный на достижениях русской и советской балетной школы, русской классической и народной музыки, позволил Пахомовой и Горшкову всего за три года сделать головокружительный скачок на спортивной иерархической лестнице.
Уже в 1969 году они стали бронзовыми призёрами чемпионата Европы, а на первенстве мира уступили только чемпионам мира — англичанам Диане Таулер и Бернарду Форду. Именно тогда на пресс-конференции после окончания соревнований английские спортсмены в качестве преемников назвали русскую пару. И не ошиблись.

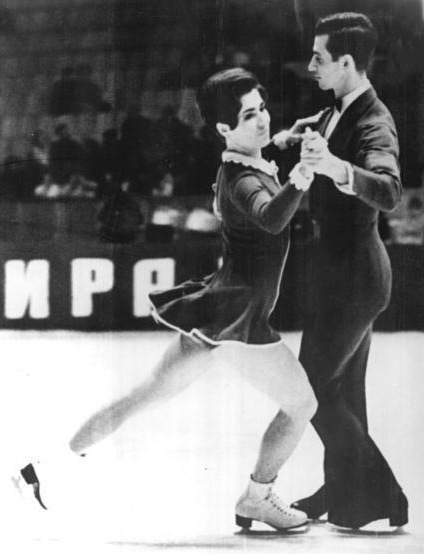
Людмила Пахомова и Александр Горшков на чемпионате мира в 1969 году

В 1970 году Людмила и Александр впервые становятся чемпионами Европы и мира. А в общей сложности они были ими шесть раз — больше, чем кто-нибудь за всю историю спортивных танцев на льду. Только один раз уступили Пахомова и Горшков высшую ступеньку пьедестала почёта — на чемпионате Европы 1972 года (германской паре — брату и сестре Бук), но уже через два месяца нанесли на чемпионате мира такой сокрушительный ответный удар, что немецкие танцоры вынуждены были завершить свои спортивные выступления.
В первый год своего чемпионства Пахомовой и Горшкову довелось выдержать невероятную по тем временам конкуренцию со стороны лучших фигуристов Великобритании, ФРГ, США. И они не только выстояли, но и ушли далеко вперёд в своём творческом поиске. Вместе с Чайковской в эти годы были созданы незабываемые для миллионов зрителей танцы — «Кумпарсита», ставшая эталоном для нескольких поколений, «Вальс» на музыку А. И. Хачатуряна, «Памяти Луи Армстронга», «Частушки» Родиона Щедрина и ещё десятки оригинальных и произвольных программ, получивших у судей высшие оценки.
За год до очередных — 1976 года — Олимпийских игр случилось несчастье, едва не перечеркнувшее всю творческую и спортивную биографию Людмилы и Александра. После чемпионата Европы 1975 года, который Пахомова и Горшков выиграли с огромным преимуществом, на пути домой Александр почувствовал боли в спине. Вначале казалось, что это элементарная простуда и через несколько дней можно будет приступить к тренировкам. Но оказалось, что всё гораздо серьёзней. В итоге Горшков угодил в больницу, где ему сделали уникальную операцию на лёгких. Только это плюс колоссальная спортивная закалка спасли ему жизнь. Более того, он вернулся в спорт. И хотя на чемпионате мира выступить звёздной паре не удалось, на лёд они всё же вышли и показали, что олимпийские надежды для них полностью сохранились.
Так и случилось. В Инсбруке Людмила Пахомова и Александр Горшков вновь не имели себе равных. Их отрыв от ближайших преследователей стал более чем убедительным. Советская судья Ирина Абсалямова поставила за оригинальный и произвольный танцы 5,9/6,0. Первое олимпийское золото в спортивных танцах на льду отправилось в Москву. Триумфальным было завершение чемпионата мира 1976, за произвольную программу «Фламенко», судьи выставили 10 оценок 6,0 и 8 — 5,9.
В канун 1977 года Людмила Пахомова и Александр Горшков покидают лёд. Пахомова, чтобы стать тренером, Горшков — чтобы стать спортивным функционером. Конечно, огромный опыт помог им быстро и уверенно стартовать в новой жизни. Тем более, что молодой тренер Л. Пахомова успешно окончила балетмейстерский факультет ГИТИСа и могла во всеоружии заниматься воспитанием собственных учеников — молодых танцевальных пар. Можно было надеяться, что в скором времени она вырастит новых российских чемпионов, но случилось самое страшное: её подстерегла тяжёлая болезнь. Людмила боролась с ней так же, как и всю свою жизнь боролась в спорте. Она продолжала работать до самых последних своих дней и оставила после себя целую плеяду молодых танцоров, ставших впоследствии успешными тренерами.

### Общественная деятельность
Член КПСС с 1975 года. После завершения спортивной карьеры А. Горшков с 1977 по 1992 год работал Государственным тренером по фигурному катанию на коньках Госкомспорта СССР, а с 1992 года возглавлял Управление международных связей Олимпийского комитета России (ОКР). В 2001 году А. Горшков был избран членом исполкома ОКР. С 2000 года он является также вице-президентом Московской региональной федерации фигурного катания на коньках и президентом Регионального благотворительного общественного фонда «Искусство и спорт» имени Людмилы Пахомовой. В июне 2010 года Александр Горшков был избран президентом российской Федерации фигурного катания. В 2014 году он был переизбран на этот пост. Ещё через четыре года в мае 2018 года он в очередной (третий) раз переизбран президентом.

### Предпринимательство
Вместе с С. П. Ролдугиным, дирижёром Ю. Х. Темиркановым, балериной С. Ю. Захаровой, хоккеистом В. В. Каменским, математиками И. В. Ященко и С. К. Смирновым, являлся учредителем фонда «Талант и успех», спонсируемого из госбюджета.

### Награды
В 1988 году Л. Пахомова и А. Горшков за вклад в развитие танцев на льду и спортивные достижения были избраны почётными членами «Музея Славы Федерации фигурного катания США». Как шестикратные чемпионы мира (1970—1974, 1976) и Европы (1970—1971, 1973—1976) они вписаны в Книгу рекордов Гиннесса.
Оригинальный танец «Танго Романтика», подготовленный спортсменами вместе с тренером Е. А. Чайковской в 1973 году, включён и исполняется до сих пор в качестве обязательного танца на соревнованиях по спортивным танцам на льду.
А. Г. Горшков — заслуженный мастер спорта СССР (1970), заслуженный тренер СССР (1988), заслуженный работник физической культуры Российской Федерации (1997). Награждён орденами Трудового Красного Знамени (1976), Дружбы народов (1988), «Знак Почёта» (1972), «За заслуги перед Отечеством» III (2022) и IV (2007) степени, Почёта (2014) и Дружбы (2018).

### Смерть
Скончался 17 ноября 2022 года в Москве в возрасте 76 лет от инфаркта миокарда. Похоронен 29 ноября в Москве на Ваганьковском кладбище рядом со своей первой супругой Людмилой Пахомовой (уч. 13).

## Личная жизнь
- Первая жена — партнёрша Людмила Пахомова (1946—1986).
- Вторая жена — Горшкова Ирина Ивановна (род. 16 октября 1953).
- Дочь от первого брака — Пахомова-Горшкова Юлия Александровна (род. 1 октября 1977), окончила экономический факультет МГИМО, Парижскую высшую школу искусств и технологии моды, модель, модельер, 12 лет жила и работала в Париже, с конца 2000-х живёт и работает в Москве. В 2014 году участвовала в создании ледового шоу в Лужниках[16].
- У второй супруги также есть сын от предыдущего брака — Беляев Станислав Станиславович (род. 1978).

Жил и работал в Москве.
Был открыт центр фигурного катания им. А. Горшкова и Л. Пахомовой в городе Одинцово Московской области.

## Результаты

### Олимпийские игры
- Февраль 1976 года, Инсбрук, Австрия — 1-е место

### Чемпионаты мира

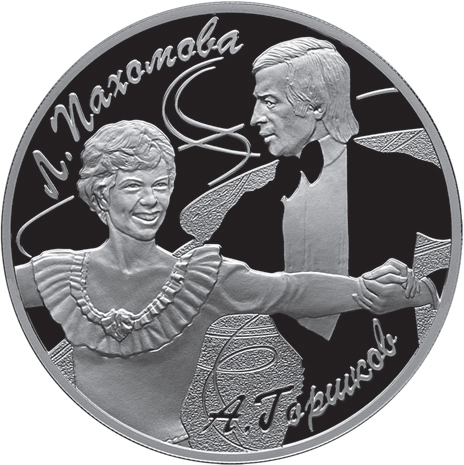
Памятная монета Банка России с портретом А. Горшкова и Л. Пахомовой. 3 рубля, серебро, 2010 год.

- Февраль-март 1967 года — 13-е место
- Февраль 1968 года, Женева, Швейцария — 6-е место
- Март 1969 года, Колорадо-Спрингс, Колорадо, США — 2-е место
- Март 1970 года, Любляна, Югославия — 1-е место
- Март 1971 года, Лион, Франция — 1-е место
- Март 1972 года, Калгари, Альберта, Канада — 1-е место
- Март 1973 года, Братислава, Чехословакия — 1-е место
- Март 1974 года, Мюнхен, Германия — 1-е место
- Март 1976 года, Гётеборг, Швеция — 1-е место

### Чемпионаты Европы
- 1967 год, Любляна, Югославия — 10-е место
- 1968 год, Вестерос, Швеция — 5-е место
- Февраль 1969 года, Гармиш-Партенкирхен, Германия — 3-е место
- 1970 год, Ленинград, СССР — 1-е место
- 1971 год, Цюрих, Швейцария — 1-е место
- Январь 1972 года, Гётеборг, Швеция— 2-е место
- Январь 1974 года, Загреб, Югославия — 1-е место
- 1975 год, Копенгаген, Дания — 1-е место
- 1976 год, Женева, Швейцария — 1-е место

### Чемпионаты Советского Союза
- 1967 год — 2-е место
- Январь 1968 года, Воскресенск — 2-е место
- Январь 1968 года, Москва — 1-е место
- 1974 год — 1-е место
- Январь 1975 года, Киев — 1-е место

### Московские соревнования по фигурному катанию
- Ноябрь 1972 года — 1-е место
- Ноябрь-декабрь 1975 года — 1-е место